# شمعي المنقار الأسود الرأس
شمعي المنقار الأسود الرأس (الاسم العلمي: Estrilda atricapilla) (بالإنجليزية: Black-headed Waxbill)‏ هو نوع من الطيور يتبع جنس الشمعي المنقار من فصيلة شمعية المنقار.